# محافظة سوخباتار
محافظة سوخباتار (بالإنجليزية: Sükhbaatar Province)‏ هي محافظة في منغوليا، تتبع منغوليا، بلغ عدد سكانها 54٬363 نسمة، في 2009، عاصمتها بارون-اورت ‏، تبلغ مساحتها 82٬287٫15 كيلومتر مربع.

## الموقع
تشترك في الحدود مع:
- محافظة خنتي
- محافظة دورنوغوفي
- محافظة دورنود
- منغوليا الداخلية.

## التقسيمات الإدارية
- بارون-اورت  [لغات أخرى]‏
- Asgat, Sükhbaatar [الإنجليزية]‏
- Bayandelger, Sükhbaatar [الإنجليزية]‏
- Dariganga, Sükhbaatar [الإنجليزية]‏
- Erdenetsagaan, Sükhbaatar [الإنجليزية]‏
- Khalzan, Sükhbaatar [الإنجليزية]‏
- Mönkhkhaan, Sükhbaatar [الإنجليزية]‏
- Naran, Sükhbaatar [الإنجليزية]‏
- Sükhbaatar, Sükhbaatar [الإنجليزية]‏
- Tüvshinshiree, Sükhbaatar [الإنجليزية]‏
- Tümentsogt, Sükhbaatar [الإنجليزية]‏
- Uulbayan, Sükhbaatar [الإنجليزية]‏.